# Clube Esportivo Alvi-Rubro

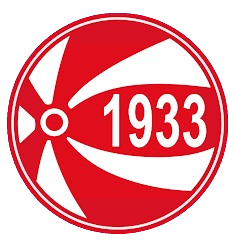
Escudo antigo

O Clube Esportivo Alvi-Rubro é um clube de futebol brasileiro de Gravataí. Fundado em 7 de maio de 1933, é o clube de futebol mais antigo da cidade[carece de fontes?].

## História
Tudo começou há 80 anos, pelas mãos do atleta Ernesto Fonseca Filho, carinhosamente chamado de Quininho. Foi dele a ideia de criar uma nova agremiação em Gravataí. No dia 07 de maio de 1933, com a presidência de Ernesto Fonseca e com João Carmelino da Silva na vice-presidência, era lavrado o documento de "criação do clube" pelo tenente Jorge Barcelos da Silva. Surge então, o Clube Esportivo Alvi-Rubro, mal sabiam eles que aquela história estaria apenas começando.
Em 1934, é realizada a primeira partida oficial do time de futebol, já na quadra da Várzea. Em 1939, é inaugurada a cancha de bolão, esporte no qual a entidade fez sucesso durante várias décadas, com os representantes dos "Colorados". O primeiro título no futebol  do Campeonato Gravataiense veio em 1941, conquista essa que se repetiria por vários anos. Nas décadas de 50 e 60, inclusive, tornaram-se célebres e são lembrados até hoje os confrontos realizados entre Alvi-Rubro e E.C. Paladino, clubes que acabaram se tornando coirmãos e eternos adversários. O auge da rivalidade aconteceu no ano de 1963, quando no dia 07 de agosto o prefeito da época decretou Feriado Municipal para que a comunidade gravataiense pudesse assistir o clássico da decisão do campeonato entre Alvi-Rubro e Paladino. Em 1958 o clube fundou, junto com o E.C. Paladino e o Cerâmica, a Liga Gravataiense de Futebol visando organizar as competições do Citadino.
A inauguração da nova sede do clube, na Anápio Gomes, acontece em 1942. Ali foram construídas quadra de vôlei, de futsal, entre outros esportes. A sede social recebia bailes, que envolviam praticamente toda a cidade. Em 1978, é inaugurada a 1ª discoteca em Gravataí e do Rio Grande do Sul batizada com o nome de ZUM-ZUM. Em 1979, é lançado o desafio da construção da nova sede social da agremiação, no bairro da Várzea conquista que vai se concretizando aos poucos, e com o passar dos anos. Dentre as décadas de 80 e 90 o local recebe o galpão social, campo de futebol sete, praça infantil, vestiários, cancha de bocha e iluminação no campo, melhorias que são mantidas até os dias atuais. Nos anos 2000, as diretorias seguem trabalhando e fazendo crescer o patrimônio.
Durante todos esses anos, o clube recebeu diversos apoios, seja de órgãos públicos ou da iniciativa privada. Mas o combustível principal para que o Alvi-Rubro mantivesse a máquina funcionando foi, desde o princípio, o empenho e o amor com que seus fundadores, sócios, membros da diretoria e colaboradores trataram dos interesses da agremiação. Sem ganhar dinheiro algum, muito pelo contrário, muitas vezes investindo recursos pessoais em projetos do clube. São iniciativas como essa que fazem o ALVI-RUBRO um clube maior e melhor a cada ano que passa.
A sede do clube situa-se na avenida José Loureiro da Silva, 889 no bairro da Várzea de Gravataí 

## Citadino
- Campeonato Citadino de Gravataí: 4

(1959, 1960, 1961 e 1962)